# Blueberry
Blueberry – francuska seria komiksowa z gatunku western, stworzona w 1963 przez Jeana-Michela Charliera (scenariusz) i Jeana Girauda (rysunki), początkowo ukazująca się w odcinkach w czasopiśmie "Pilote", a od 1965 także w formie albumów nakładem różnych wydawnictw grupy Dargaud. Po śmierci Charliera seria została przemianowana na Mister Blueberry, a scenariusz do niej pisał Giraud, jednocześnie nadal ją rysując. Ostatni tom ukazał się w 2005. Popularność serii sprawiła, że powstały cykle poboczne: Młodość Blueberry'ego (fr. La Jeunesse de Blueberry) i Marshal Blueberry.

## Polskie wydania
W Polsce w latach 2002–2003 nakładem wydawnictwa Podsiedlik-Raniowski i S-ka ukazały się tomy 1–5 Blueberry'ego. W latach 2008–2023 wydawnictwo Egmont Polska opublikowało wszystkie tomy serii głównej i serii pobocznych w wydaniach zbiorczych.

## Fabuła
Tytułowy bohater, porucznik Kawalerii USA Mike Steven Donovan znany jako Blueberry wyraźnie różni się od tradycyjnych bohaterów westernów. Kobieciarz, hazardzista i awanturnik o twarzy młodego Jeana-Paula Belmondo, z trudem podporządkowuje swą niesforną naturę wojskowym rygorom, usiłując pogodzić obowiązki żołnierza z własnym poczuciem sprawiedliwości. Blueberry zawdzięcza sukcesy militarne niekonwencjonalnej strategii, polegającej na przeniesieniu zasad pokera na pole walki.
Scenarzysta mocno osadził akcję w realiach Dzikiego Zachodu po wojnie secesyjnej, zaś ilustrator wiernie odtworzył pejzaże i klimat epoki.
Dzięki filmowemu rytmowi narracji i kadrowaniu udało się uzyskać charakterystyczny dla westernu rozmach i oddać urodę Dzikiego Zachodu.

## Tomy

### SeriaBlueberry
| Tom | Tytuł i rok I wydania polskiego    | Tytuł i rok I wydania oryginalnego | Autorzy                                                   | Uwagi                                                                           |
| --- | ---------------------------------- | ---------------------------------- | --------------------------------------------------------- | ------------------------------------------------------------------------------- |
| 1   | Fort Navajo (2002)                 | Fort Navajo (1965)                 | - scenariusz: Jean-Michel Charlier - rysunki: Jean Giraud | W wydaniu tomy zostały wznowione w albumie zbiorczym Blueberry. Tom 0 (2017).   |
| 2   | Burza na zachodzie (2002)          | Tonnerre à l'ouest (1966)          | - scenariusz: Jean-Michel Charlier - rysunki: Jean Giraud | W wydaniu tomy zostały wznowione w albumie zbiorczym Blueberry. Tom 0 (2017).   |
| 3   | Samotny orzeł (2003)               | L'aigle solitaire (1967)           | - scenariusz: Jean-Michel Charlier - rysunki: Jean Giraud | W wydaniu tomy zostały wznowione w albumie zbiorczym Blueberry. Tom 0 (2017).   |
| 4   | Zaginiony jeździec (2003)          | Le cavalier perdu (1968)           | - scenariusz: Jean-Michel Charlier - rysunki: Jean Giraud | W wydaniu tomy zostały wznowione w albumie zbiorczym Blueberry. Tom 0 (2017).   |
| 5   | Tropem Nawahów (2003)              | La piste des Navajos (1969)        | - scenariusz: Jean-Michel Charlier - rysunki: Jean Giraud | W wydaniu tomy zostały wznowione w albumie zbiorczym Blueberry. Tom 0 (2017).   |
| 6   | Człowiek ze srebrną gwiazdą (2008) | L'homme à l'étoile d'argent (1969) | - scenariusz: Jean-Michel Charlier - rysunki: Jean Giraud | W polskim wydaniu tom ukazał się w albumie zbiorczym Blueberry. Tom 1 (2008).   |
| 7   | Żelazny koń (2010)                 | Le cheval de fer (1970)            | - scenariusz: Jean-Michel Charlier - rysunki: Jean Giraud | W polskim wydaniu tomy ukazały się w albumie zbiorczym Blueberry. Tom 2 (2010). |
| 8   | Stalowa pięść (2010)               | L'homme au poing d'acier (1970)    | - scenariusz: Jean-Michel Charlier - rysunki: Jean Giraud | W polskim wydaniu tomy ukazały się w albumie zbiorczym Blueberry. Tom 2 (2010). |
| 9   | Szlak Siuksów (2010)               | La piste des Sioux (1971)          | - scenariusz: Jean-Michel Charlier - rysunki: Jean Giraud | W polskim wydaniu tomy ukazały się w albumie zbiorczym Blueberry. Tom 2 (2010). |
| 10  | Generał Żółta Głowa (2010)         | Général "Tête Jaune" (1971)        | - scenariusz: Jean-Michel Charlier - rysunki: Jean Giraud | W polskim wydaniu tomy ukazały się w albumie zbiorczym Blueberry. Tom 2 (2010). |
| 11  | Kopalnia zaginionego Niemca (2008) | La mine de l'allemand perdu (1972) | - scenariusz: Jean-Michel Charlier - rysunki: Jean Giraud | W polskim wydaniu tomy ukazały się w albumie zbiorczym Blueberry. Tom 1 (2008). |
| 12  | Widmo ze złotymi kulami (2008)     | Le spectre aux balles d'or (1972)  | - scenariusz: Jean-Michel Charlier - rysunki: Jean Giraud | W polskim wydaniu tomy ukazały się w albumie zbiorczym Blueberry. Tom 1 (2008). |
| 13  | Chihuahua Pearl (2012)             | Chihuahua Pearl (1973)             | - scenariusz: Jean-Michel Charlier - rysunki: Jean Giraud | W polskim wydaniu tomy ukazały się w albumie zbiorczym Blueberry. Tom 3 (2012). |
| 14  | Człowiek wart 500 000$ (2012)      | L'homme qui valait 500 000$ (1973) | - scenariusz: Jean-Michel Charlier - rysunki: Jean Giraud | W polskim wydaniu tomy ukazały się w albumie zbiorczym Blueberry. Tom 3 (2012). |
| 15  | Trumienna ballada (2012)           | Ballade pour un cercueil (1974)    | - scenariusz: Jean-Michel Charlier - rysunki: Jean Giraud | W polskim wydaniu tomy ukazały się w albumie zbiorczym Blueberry. Tom 3 (2012). |
| 16  | Wyjęty spod prawa (2015)           | Le hors-la-loi (1974)              | - scenariusz: Jean-Michel Charlier - rysunki: Jean Giraud | W polskim wydaniu tomy ukazały się w albumie zbiorczym Blueberry. Tom 4 (2015). |
| 17  | Angel Face (2015)                  | Angel Face (1975)                  | - scenariusz: Jean-Michel Charlier - rysunki: Jean Giraud | W polskim wydaniu tomy ukazały się w albumie zbiorczym Blueberry. Tom 4 (2015). |
| 18  | Złamany nos (2015)                 | Nez Cassé (1980)                   | - scenariusz: Jean-Michel Charlier - rysunki: Jean Giraud | W polskim wydaniu tomy ukazały się w albumie zbiorczym Blueberry. Tom 5 (2015). |
| 19  | Długi marsz (2015)                 | La longue marche (1980)            | - scenariusz: Jean-Michel Charlier - rysunki: Jean Giraud | W polskim wydaniu tomy ukazały się w albumie zbiorczym Blueberry. Tom 5 (2015). |
| 20  | Plemię widmo (2015)                | La tribu fantôme (1982)            | - scenariusz: Jean-Michel Charlier - rysunki: Jean Giraud | W polskim wydaniu tomy ukazały się w albumie zbiorczym Blueberry. Tom 5 (2015). |
| 21  | Ostatnia szansa (2016)             | La dernière carte (1983)           | - scenariusz: Jean-Michel Charlier - rysunki: Jean Giraud | W polskim wydaniu tomy ukazały się w albumie zbiorczym Blueberry. Tom 6 (2016). |
| 22  | Koniec drogi (2016)                | Le bout de la piste (1986)         | - scenariusz: Jean-Michel Charlier - rysunki: Jean Giraud | W polskim wydaniu tomy ukazały się w albumie zbiorczym Blueberry. Tom 6 (2016). |
| 23  | Arizona Love (2016)                | Arizona Love (1990)                | - scenariusz: Jean-Michel Charlier - rysunki: Jean Giraud | W polskim wydaniu tomy ukazały się w albumie zbiorczym Blueberry. Tom 6 (2016). |
| 24  | Mister Blueberry (2016)            | Mister Blueberry (1995)            | - scenariusz i rysunki: Jean Giraud                       | W polskim wydaniu tomy ukazały się w albumie zbiorczym Blueberry. Tom 7 (2016). |
| 25  | Cienie nad Tombstone (2016)        | Ombres sur Tombstone (1997)        | - scenariusz i rysunki: Jean Giraud                       | W polskim wydaniu tomy ukazały się w albumie zbiorczym Blueberry. Tom 7 (2016). |
| 26  | Apacz Geronimo (2016)              | Geronimo l'Apache (1999)           | - scenariusz i rysunki: Jean Giraud                       | W polskim wydaniu tomy ukazały się w albumie zbiorczym Blueberry. Tom 8 (2016). |
| 27  | OK Corral (2016)                   | OK Corral (2003)                   | - scenariusz i rysunki: Jean Giraud                       | W polskim wydaniu tomy ukazały się w albumie zbiorczym Blueberry. Tom 8 (2016). |
| 28  | Dust (2016)                        | Dust (2005)                        | - scenariusz i rysunki: Jean Giraud                       | W polskim wydaniu tomy ukazały się w albumie zbiorczym Blueberry. Tom 8 (2016). |

### SeriaMłodość Blueberry'ego
| Tom | Tytuł i rok I wydania polskiego      | Tytuł i rok I wydania oryginalnego   | Autorzy                                                           | Uwagi                                                                                       |
| --- | ------------------------------------ | ------------------------------------ | ----------------------------------------------------------------- | ------------------------------------------------------------------------------------------- |
| 1   | Młodość Blueberry'ego (2021)         | La jeunesse de Blueberry (1975)      | - scenariusz: Jean-Michel Charlier - rysunki: Jean Giraud         | W polskim wydaniu tomy ukazały się w albumie zbiorczym Młodość Blueberry'ego. Tom 1 (2021). |
| 2   | Jankes o nazwisku Blueberry (2021)   | Un yankee nommé Blueberry (1978)     | - scenariusz: Jean-Michel Charlier - rysunki: Jean Giraud         | W polskim wydaniu tomy ukazały się w albumie zbiorczym Młodość Blueberry'ego. Tom 1 (2021). |
| 3   | Niebieski jeździec (2021)            | Cavalier bleu (1979)                 | - scenariusz: Jean-Michel Charlier - rysunki: Jean Giraud         | W polskim wydaniu tomy ukazały się w albumie zbiorczym Młodość Blueberry'ego. Tom 1 (2021). |
| 4   | Demony Missouri (2022)               | Les démons du Missouri (1985)        | - scenariusz: Jean-Michel Charlier - rysunki: Colin Wilson        | W polskim wydaniu tomy ukazały się w albumie zbiorczym Młodość Blueberry'ego. Tom 2 (2022). |
| 5   | Kansas w ogniu (2022)                | Terreur sur le Kansas (1987)         | - scenariusz: Jean-Michel Charlier - rysunki: Colin Wilson        | W polskim wydaniu tomy ukazały się w albumie zbiorczym Młodość Blueberry'ego. Tom 2 (2022). |
| 6   | Piekielny rajd (2022)                | Le raid infernal (1987)              | - scenariusz: Jean-Michel Charlier - rysunki: Colin Wilson        | W polskim wydaniu tomy ukazały się w albumie zbiorczym Młodość Blueberry'ego. Tom 2 (2022). |
| 7   | Bezlitosny pościg (2022)             | La poursuite impitoyable (1992)      | - scenariusz: François Corteggiani - rysunki: Colin Wilson        | W polskim wydaniu tomy ukazały się w albumie zbiorczym Młodość Blueberry'ego. Tom 2 (2022). |
| 8   | Trzej obcy w Atlancie (2022)         | Trois hommes pour Atlanta (1993)     | - scenariusz: François Corteggiani - rysunki: Colin Wilson        | W polskim wydaniu tomy ukazały się w albumie zbiorczym Młodość Blueberry'ego. Tom 2 (2022). |
| 9   | Cena krwi (2022)                     | Le prix du sang (1994)               | - scenariusz: François Corteggiani - rysunki: Colin Wilson        | W polskim wydaniu tomy ukazały się w albumie zbiorczym Młodość Blueberry'ego. Tom 2 (2022). |
| 10  | Plan Pinkertona (2022)               | La solution Pinkerton (1998)         | - scenariusz: François Corteggiani - rysunki: Michel Blanc-Dumont | W polskim wydaniu tomy ukazały się w albumie zbiorczym Młodość Blueberry'ego. Tom 3 (2022). |
| 11  | Szlak przeklętych (2022)             | La piste des maudits (2000)          | - scenariusz: François Corteggiani - rysunki: Michel Blanc-Dumont | W polskim wydaniu tomy ukazały się w albumie zbiorczym Młodość Blueberry'ego. Tom 3 (2022). |
| 12  | Ostatni pociąg do Waszyngtonu (2022) | Dernier train pour Washington (2001) | - scenariusz: François Corteggiani - rysunki: Michel Blanc-Dumont | W polskim wydaniu tomy ukazały się w albumie zbiorczym Młodość Blueberry'ego. Tom 3 (2022). |
| 13  | Zabić Lincolna (2022)                | Il faut tuer Lincoln (2003)          | - scenariusz: François Corteggiani - rysunki: Michel Blanc-Dumont | W polskim wydaniu tomy ukazały się w albumie zbiorczym Młodość Blueberry'ego. Tom 3 (2022). |
| 14  | Rzeźnik z Cincinnati (2022)          | Le Boucher de Cincinnati (2006)      | - scenariusz: François Corteggiani - rysunki: Michel Blanc-Dumont | W polskim wydaniu tomy ukazały się w albumie zbiorczym Młodość Blueberry'ego. Tom 4 (2022). |
| 15  | Syrena z Veracruz (2022)             | La sirène de Vera Cruz (2007)        | - scenariusz: François Corteggiani - rysunki: Michel Blanc-Dumont | W polskim wydaniu tomy ukazały się w albumie zbiorczym Młodość Blueberry'ego. Tom 4 (2022). |
| 16  | Śmierć dla stu dolarów (2022)        | 100 dollars pour mourir (2007)       | - scenariusz: François Corteggiani - rysunki: Michel Blanc-Dumont | W polskim wydaniu tomy ukazały się w albumie zbiorczym Młodość Blueberry'ego. Tom 4 (2022). |
| 17  | Szlak łez (2022)                     | Le sentier des larmes (2008)         | - scenariusz: François Corteggiani - rysunki: Michel Blanc-Dumont | W polskim wydaniu tomy ukazały się w albumie zbiorczym Młodość Blueberry'ego. Tom 4 (2022). |
| 18  | 1276 dusz (2023)                     | 1276 âmes (2009)                     | - scenariusz: François Corteggiani - rysunki: Michel Blanc-Dumont | W polskim wydaniu tomy ukażą się w albumie zbiorczym Młodość Blueberry'ego. Tom 5 (2023).   |
| 19  | Odkupienie (2023)                    | Rédemption (2010)                    | - scenariusz: François Corteggiani - rysunki: Michel Blanc-Dumont | W polskim wydaniu tomy ukażą się w albumie zbiorczym Młodość Blueberry'ego. Tom 5 (2023).   |
| 20  | Gettysburg (2023)                    | Gettysburg (2014)                    | - scenariusz: François Corteggiani - rysunki: Michel Blanc-Dumont | W polskim wydaniu tomy ukażą się w albumie zbiorczym Młodość Blueberry'ego. Tom 5 (2023).   |
| 21  | Konwój wyklętych (2023)              | Le convoi des bannis (2016)          | - scenariusz: François Corteggiani - rysunki: Michel Blanc-Dumont | W polskim wydaniu tomy ukażą się w albumie zbiorczym Młodość Blueberry'ego. Tom 5 (2023).   |

### SeriaMarshal Blueberry
| Tom | Tytuł i rok I wydania polskiego | Tytuł i rok I wydania oryginalnego | Autorzy                                            | Uwagi                                                                                          |
| --- | ------------------------------- | ---------------------------------- | -------------------------------------------------- | ---------------------------------------------------------------------------------------------- |
| 1   | Na rozkaz Waszyngtonu (2018)    | Sur ordre de Washington (1991)     | - scenariusz: Jean Giraud - rysunki: William Vance | W polskim wydaniu wszystkie tomy ukazały się w albumie zbiorczym pt. Marshal Blueberry (2018). |
| 2   | Misja Sherman (2018)            | Mission Sherman (1993)             | - scenariusz: Jean Giraud - rysunki: William Vance | W polskim wydaniu wszystkie tomy ukazały się w albumie zbiorczym pt. Marshal Blueberry (2018). |
| 3   | Krwawa granica (2018)           | Frontière sanglante (2000)         | - scenariusz: Jean Giraud - rysunki: Michel Rouge  | W polskim wydaniu wszystkie tomy ukazały się w albumie zbiorczym pt. Marshal Blueberry (2018). |

## Adaptacja filmowa
Seria doczekała się ekranizacji w 2004 roku; jej reżyserem był Jan Kounen.